# Biskupi Jass
Biskupi Jass

## Ordynariusze
| L.p. | Lata rządów                                 | Tytuł | Imię i nazwisko         | Uwagi                    |
| ---- | ------------------------------------------- | ----- | ----------------------- | ------------------------ |
| 1    | 27 czerwca 1884 - 10 maja 1894              | bp    | Nicolae Iosif Camilli   |                          |
| *    | 10 maja 1894 - 8 stycznia 1895              | ks.   | Caietan Liverotti       | administrator apostolski |
| 2    | 8 stycznia 1895 - 30 lipca 1903             | bp    | Dominic Jaquet          |                          |
| *    | 30 lipca 1903 - 30 sierpnia 1904            | ks.   | Iosif Malinovski        | administrator apostolski |
| 3    | 30 sierpnia 1904 - 30 grudnia 1915          | abp   | Nicolae Iosif Camilli   |                          |
| *    | 30 stycznia 1916 - 22 kwietnia 1920         | ks.   | Ulderic Cipolloni       | administrator apostolski |
| 4    | 22 kwietnia 1920 - 5 lipca 1925             | bp    | Alexandru Theodor Cisar |                          |
| 5    | 5 lipca 1925 - 27 września 1944             | bp    | Mihai Robu              |                          |
| *    | 18 października 1944 - 30 października 1947 | bp    | Marcu Glaser            | administrator apostolski |
| *    | 30 października 1947 - 26 lipca 1949        | bp    | Antoni Durcovici        | administrator apostolski |
| *    | 26 lipca 1949 - 25 maja 1950                | bp    | Marcu Glaser            | administrator apostolski |
| *    | 25 maja 1950 - 15 listopada 1950            | ks.   | Gheorghe Peț            | ordinarius substitutus   |
| *    | 15 listopada 1950 - 8 marca 1951            | ks.   | Wilhelm Clofanda        | ordinarius substitutus   |
| *    | 11 marca 1951 - 16 grudnia 1965             | ks.   | Petru Pleșca            | ordinarius substitutus   |
| *    | 16 grudnia 1965 - 19 marca 1977             | bp    | Petru Pleșca            | ordinarius substitutus   |
| *    | 19 marca 1977 - 21 lutego 1978              | ks.   | Andrei Gherguț          | ordinarius substitutus   |
| *    | 21 lutego 1978 - 14 marca 1990              | ks.   | Petru Gherghel          | administrator apostolski |
| 6    | 14 marca 1990 - 6 lipca 2019                | bp    | Petru Gherghel          |                          |
| 7    | od 6 lipca 2019                             | bp    | Iosif Păuleț            |                          |

## Biskupi pomocniczy
| L.p. | Lata rządów                          | Tytuł | Imię i nazwisko | Uwagi                     |
| ---- | ------------------------------------ | ----- | --------------- | ------------------------- |
| 1    | 29 września 1999 - 21 listopada 2019 | bp    | Aurel Percă     | Biskup tytularny Mauriany |
| 2    | od 30 września 2021                  | bp    | Petru Sescu     | Biskup tytularny Murcony  |